# علي بن محمد الإدريسي
علي بن محمد بن علي بن محمد بن أحمد الإدريسي . ثاني حكام الإمارة الإدريسية في المخلاف السليماني.

## فترة حكمه
تولى علي الإدريسي الحكم بعد وفاة والده سنة 1341 هـ الموافقة لسنة 1922م، منذ بداية حكمه وقعت بعض الأحداث بينه وبين عمه الحسن بن علي الإدريسي، حيث كان عمه الحسن يرى بأنه الأحق والأجدر بالحكم من ابن أخيه الذي كان صغير السن من ناحية إدارة الحكم لكبر سنه وخبرته، إلا أن علي الإدريسي رأى بأنه الأحق في الحكم لأنه الوارث الشرعي لوالده، وكان هناك مناصرين لكل منهما. لذلك قام علي الإدريسي بالانتقال إلى مدينة جازان واتخذها عاصمة له بدلاً من صبيا.
كان أول ما قام به هو نفي وزراء والده وبعض المسؤولين في حكومته إلى عدن في اليمن ومصوع في إريتريا وذلك لارتيابه في إخلاصهم له، ومن أولئك الوزراء محمد بن يحيى باصهي، ويحيى زكري حكمي، وحمود سرداب الحازمي، ومحمد طاهر رضوان، ومن المسؤولين في حكومته محمد حيدر القبي، ومحمد أمين الشنقيطي، وعلي إبراهيم الخرمي، ومحمد عبد الله عطيف، وعلي بن محمد الحازمي، وعبد الرحمن العتمي، ومحمد نور المارديني. كما عين عدداً من الوزراء وهم محمد عبد الله باصهي، وعبد القادر باصهي، وعمر صالح هاشم، وعبده جراد.
اتصفت فترة حكمه بعدم الاستقرار وكذلك اختلال الأمن وانكماش الحركة التجارية في سوق صبيا وذلك بسبب انقطاع الوفود على غير المعهود في عهد حكم والده. كما اشتد الصراع بينه وبين عمه الحسن وتوترت العلاقة بينها حيث وصلت بينهما إلى درجة الاقتتال، مما اضطر الملك عبد العزيز آل سعود إلى التدخل في الأمر فبعث وفداً برئاسة محمد بن دليم للقيام بدور الوساطة بينهما، الأمر الذي أدى إلى انتهاء الصراع وقيام علي الإدريسي بالتنازل عن الحكم لعمه الحسن، وسمح له عمه بترك المنطقة فغادرها إلى مكة وأنزله الملك عبد العزيز فيها.